# Olaf Arnoldi
Olaf Arnoldi (* 15. Oktober 1962 in Heggen (Finnentrop)) ist ein deutscher Jurist. Er ist seit dem 27. September 2022 Richter am Bundesgerichtshof.

## Leben und Wirken
Arnoldi trat nach Abschluss seiner juristischen Ausbildung im März 1995 in den Justizdienst des Landes Berlin ein und war bei dem Landgericht Berlin und dem Amtsgericht Tiergarten eingesetzt. Im März 1998 erfolgte seine Ernennung zum Richter am Landgericht Berlin. Von September 2000 bis Dezember 2003 war er als wissenschaftlicher Mitarbeiter an den Bundesgerichtshof, von Januar 2004 bis November 2004 an das Kammergericht in Berlin abgeordnet. Dort wurde Arnoldi im November 2004 zum Richter am Kammergericht ernannt. Zudem übernahm er Aufgaben in der Justizverwaltung. Im März 2008 erfolgte seine Ernennung zum Vorsitzenden Richter am Landgericht Berlin. Seit Juni 2012 war er als Vorsitzender Richter am Kammergericht tätig.
Als Vorsitzender eines Staatsschutzsenats des Kammergerichts leitete er im Jahr 2021 das Strafverfahren im Mordfall Selimchan Changoschwili, dem so genannten „Tiergarten-Mord“.
Nach seiner Ernennung zum Richter am Bundesgerichtshof am 27. September 2022 wies das Präsidium Arnoldi dem 6. Strafsenat zu, der für Revisionen aus den Oberlandesgerichtsbezirken Bamberg, Brandenburg, Braunschweig, Celle, Naumburg, Nürnberg, Rostock und Saarbrücken zuständig ist.